# RiA学園放送局
『RiA学園放送局』（リアがくせんほうそうきょく）は、RiA学園の公式サイトで配信中のインターネットラジオ番組である。
「声優＆ボーカル＋αによる学園風ユニット」を銘打った声優・同人歌手などによるユニット「RiA学園」がパーソナリティを務める。メンバーは学園の生徒として、WEBラジオ配信、ドラマCD、音楽CDの制作、音楽配信等で活動している。

## 生徒会執行部員（パーソナリティ）
- 会長 有馬美咲
- 副会長 奥山歩
- 風紀長 小林和実
- 書記 藤井深雪
- 会計 木口友
- 飼育長 たまるきみ
- 校長 さかと

## コーナー
お便りコーナー
RiA学園への普通のお便りコーナー。
RiA学園向上委員会
RiA学園を向上させるコーナー。
RiA川柳
RiAに関する川柳。
オイシイもの投稿
美味なもの、面白いものを紹介。
RiAにアレやってほしいの
RiA学園でやってほしいことをお願いしてやってもらうコーナー。
RiAにアレいってほしいの
ラジオにきたメンバーがアレを言ってくれる。ラジオとは別でサイト上に期間限定で配信。
係のお仕事
係を拝命した生徒からの活動報告。
あなたの伝言掲示板コーナー
リスナーの伝えたいことRiAメンバーが伝える。
飼育長の食材とったどー!
食材情報。
風紀長の懺悔室
風紀長に懺悔して叱ってもらうコーナー。
さかと校長の一問一答
さかと校長に50文字以内で質問すると答えてくれる。
正しい日本語講座
間違っている日本語の使い方、珍しい言葉など。